# Verdeja
Verdeja (italià Verdeggia, brigasc Vërdeggia) és una fracció del municipi de Triora (província d'Impèria, Ligúria), que forma part de la Val Ròia, dins les Valls Occitanes. Es troba a la vall Argentina i arriba fins al Monte Saccarello, que fins al Tractat de París de 1947 formava part del municipi de la Briga, aleshores a la província de Cuneo (Piemont). Té uns 15 habitants.